# Bornhöck
Koordinaten: 51° 24′ 47,9″ N, 12° 5′ 5,3″ O
Der Bornhöck war ein um 1800 v. Chr. errichteter Grabhügel der frühbronzezeitlichen Aunjetitzer Kultur (2300–1550 v. Chr.) bei Raßnitz, einem Ortsteil von Schkopau im Saalekreis (Sachsen-Anhalt). Mit einem Durchmesser von 65 Metern und einer Höhe von vermutlich 15 Metern war er einer der größten bronzezeitlichen Grabhügel Mitteleuropas. Wohl im Mittelalter wurde er auf eine Breite von über 80 Meter und eine Höhe von etwa 20 Meter erweitert. Bis ins 19. Jahrhundert prägte er die umliegende Landschaft weiträumig und markierte seit dem 18. Jahrhundert die Grenze zwischen Sachsen und Preußen. Im Zuge der Braunkohleförderung östlich von Schkopau wurde 1844 die Genehmigung zur Abtragung des Hügels erteilt, die sich bis etwa 1900 hinzog. Seitdem galt der Bornhöck als vollständig zerstört. 2010 wurden allerdings auf einem Luftbild an seinem Standort unterirdisch erhaltene Strukturen festgestellt, die zwischen 2014 und 2017 ausgegraben wurden. Die Aufarbeitung der Grabung und die systematische Untersuchung des Umfelds der Fundstelle dauern zurzeit noch an. Nach den ersten Ergebnissen scheint es sich um die bedeutendste Begräbnisstätte der Spätphase der Aunjetitzer Kultur in Mitteldeutschland zu handeln; der Bestattete könnte einer der Besitzer oder sogar der Hersteller der Himmelsscheibe von Nebra gewesen sein.

## Lage
Der Bornhöck liegt nördlich von Raßnitz an einer Kurve der nach Gröbers führenden Straße. Die Stelle wird gegenwärtig als wilder Parkplatz genutzt. In der Umgebung wurden die Reste mehrerer weiterer Grabhügel festgestellt. Hierzu gehören der Grabhügel von Dieskau, der 1979 in einer Notgrabung erforscht wurde, sowie der Hallberg zwischen Benndorf und Osmünde.

## Forschungsgeschichte
In den 1820er-Jahren strebte der Thüringisch-Sächsische Verein für Erforschung des vaterländischen Altertums und Erhaltung seiner Denkmale eine Untersuchung des Hügels an, ließ wegen des immensen Arbeitsaufwandes aber von dem Vorhaben ab. Nach einem Bericht von Rudolf Virchow ließ König Friedrich Wilhelm IV. von Preußen angeblich eine Grabung durchführen, die keine Funde erbrachte. Diese Angabe ist weder durch zeitgenössische Quellen noch durch archäologische Untersuchungen bestätigt. 1843 fertigte der Hallesche Stadtbaumeister August Stapel eine Zeichnung des Hügels an. Nach Beginn der Zerstörung geschah wenig zur Erforschung des Bornhöck. 1853 barg der Germanist Julius Zacher einige Funde. 1874 besuchte der Berliner Mediziner und Altertumsforscher Rudolf Virchow den Grabhügel. 1884 plante der Thüringisch-Sächsische Verein erneut eine Untersuchung, die aber nicht durchgeführt wurde. 1905 befragte der Privatsammler P. Berger aus Merseburg einen Arbeiter, der an der Abtragung des Hügels mitwirkte. Ihm zufolge fanden die wesentlichen Arbeiten von 1870 bis 1900 statt. Erst 2010 wurden auf einem 2005 durch das Landesamt für Umweltschutz Sachsen-Anhalt erstellten Luftbild unterirdisch erhaltene Strukturen am Hügel entdeckt. Es schlossen sich eine geomagnetische Prospektion durch das Landesamt für Denkmalpflege und Archäologie und von 2014 bis 2017 eine Grabung unter Leitung von Torsten Schunke an.

## Beschreibung

### Der bronzezeitliche Hügel

#### Der Hügel

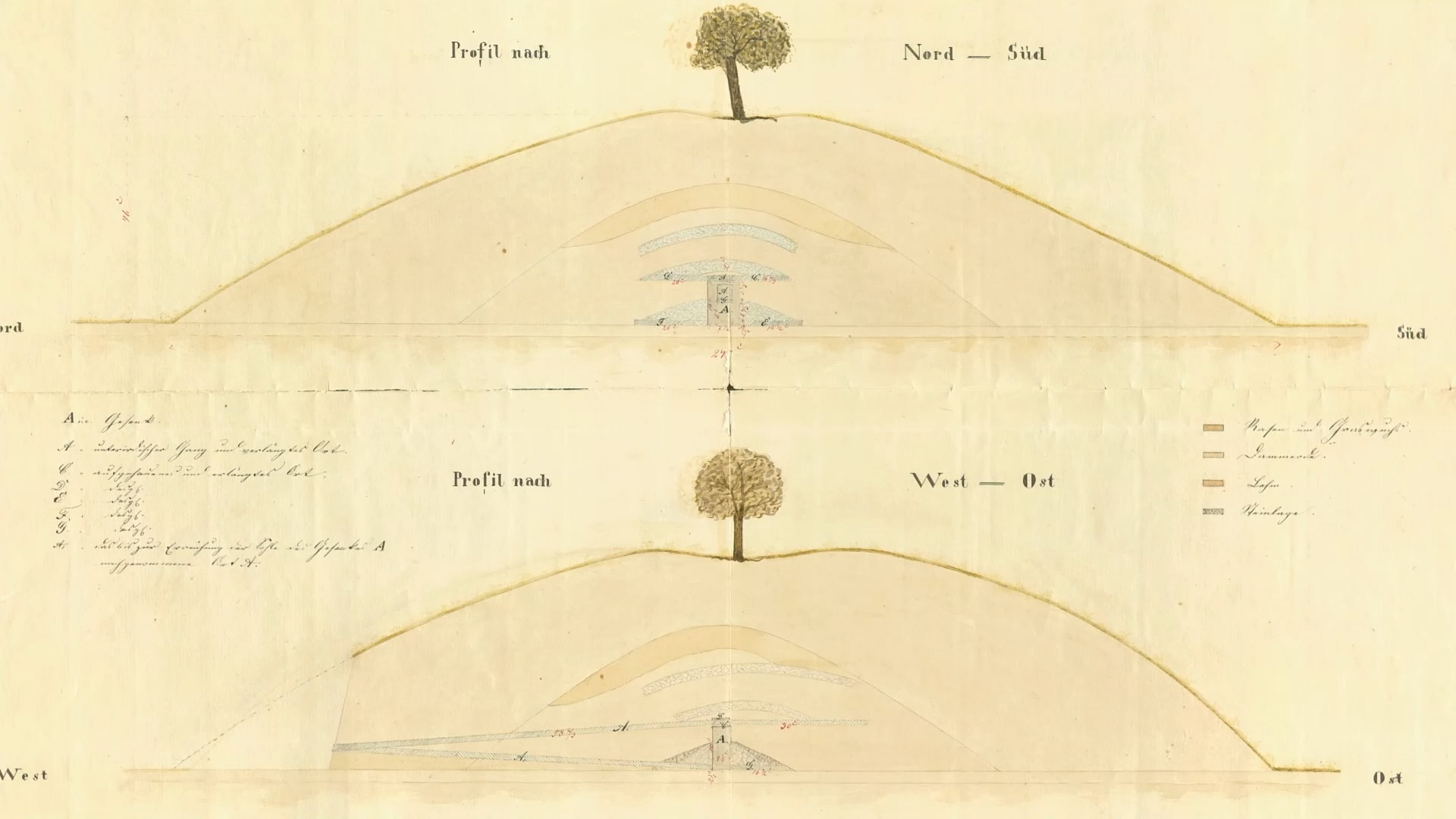
Schnittzeichnungen des Hügels

Der Hügel wurde auf einer Grundmoräne aus der Saalekaltzeit errichtet. Darauf liegt eine 0,4–0,6 m dicke Schicht aus Schwarzerde, die an der Sohle mit Steinen durchsetzt ist. Die bei den Grabungen ab 2014 gemachten Keramik-, Tierknochen- und Steingerätefunde legen nahe, dass sich an dieser Stelle vor der Errichtung des Hügels eine Siedlung oder ein größerer Wirtschaftsbereich befunden hatte.
Nach Stapel hatte der erweiterte Hügel 1843 einen Umfang von 72 Ruthen (271,4 m), was einem Durchmesser von 86,4 m entspricht. Darstellungen auf detaillierten Karten bestätigen dies. Bei den Grabungen von 2014 bis 2017 stellte man netzartige Kalkausfällungen fest, welche die Grenze zwischen dem ursprünglichen bronzezeitlichen Hügel und einer Erweiterung markierten. Der Durchmesser der ersten Hügelschüttung wurde auf 65–67 m bestimmt. Der bronzezeitliche Hügel war nicht mit Gras bewachsen, sondern mit einer Kalkschicht überzogen, die wohl mehrfach erneuert wurde.
Die Hügelschüttung bestand nahezu vollständig aus Schwarzerde; die Verwendung des nur in geringer Tiefe anstehenden Lehmbodens wurde offenbar bewusst vermieden. Als Entnahmestelle der Erde wurde eine 300 m nordnordöstlich gelegene Quellmulde identifiziert. Bei der Grabung stellte man im Planum mehrere konzentrische Linien fest, die belegen, dass der bronzezeitliche Hügel in sechs Phasen errichtet worden war. Zunächst wurde ein Hügel von 35 m Durchmesser aufgeschüttet, dessen Radius fünf Mal um jeweils bis zu 3,5 m erweitert wurde.
Die ursprüngliche Höhe des Hügels ist nur zu schätzen. Christian Keferstein gibt für den erweiterten Hügel eine Höhe von 60 Fuß (ca. 19 m) an. Aus Stapels Zeichnung lässt sich auf 23,5 m schließen. Für die Fürstengräber in Leubingen und Helmsdorf ist ein Breiten-Höhen-Verhältnis von 5 zu 1 belegt. Hätte der Bornhöck die gleiche Proportion besessen, ergäbe sich für den ursprünglichen bronzezeitlichen Hügel bei einem Durchmesser von 65 m eine rechnerische Höhe von 13 m. Harald Meller und Torsten Schunke gehen aber von einem noch etwas höreren Wert von mindestens 15 m aus. Sie begründen dies damit, dass für die mittelalterliche Erweiterung des Hügel nur ein geringer Aufwand betrieben worden sein dürfte. Aufschüttungen von 7 m Höhe oder mehr sind von anderen Orten nicht bekannt.
Damit ist der Bornhöck das größte bekannte „Fürstengrab“ der frühen Bronzezeit (vor 1600 v. Chr.) in Mitteleuropa.

#### Der Steinmantel
Die Grabkammer war von einem runden Mantel aus Findlingen und Bruchstücken von Felsgestein umgeben, wobei die Findlinge deutlich in der Überzahl waren. Dieser wurde im 19. Jahrhundert größtenteils abgetragen.
Es waren noch genug Steine vorhanden, um den Durchmesser des Mantels auf etwa 18 m zu bestimmen. Am Rand lagen noch relativ viele Steine in situ, weiter innen hingegen nur wenige. Die Steine hatten Kantenlängen von maximal 0,9 m. Die Steinblöcke aus Porphyr und Sandstein wurden über mindestens 8000 m von der Saale antransportiert, wie Fahrspuren der Ochsenkarren belegen.

#### Die Grabkammer
Die 5,3 × 2,7 m große Grabkammer ist rund 2,5 m hoch. Sie wurde in drei jeweils 25 Tonnen schweren Blöcken in das Landesmuseum für Vorgeschichte in Halle gebracht. In zwei südsüdost-nordnordwestlich verlaufenden parallelen Linien fand man Standspuren von paarweise angeordneten Eichenbalken, die im Winkel von 55° zueinander standen und dachförmig aufeinander zuliefen. Drei Pfosten trugen den Firstbalken des dachfömigen Baus. Die Giebelwände bestanden aus Eichenbohlen. Halbierte bis zu 65 cm dicke Eichenstämme bildeten die schrägen Längswände. Lücken zwischen den Balken waren mit Ton abgedichtet, mit Schilf deckte man die Kammer ab. Gegenüber dem Fürstengrab von Leubingen war die Kammer vom Bornhöck deutlich größer und als Riesenhügel geplant – ohne späteren Ausbau. Die Balken waren mit Sandsteinen im Boden verkeilt und mit Porphyr und Sandstein verkleidet. Die Ausrichtung und die Konstruktion der Kammer ähneln denen der Fürstengräber von Leubingen und Helmsdorf.

### Der Hügel im Mittelalter und der Neuzeit

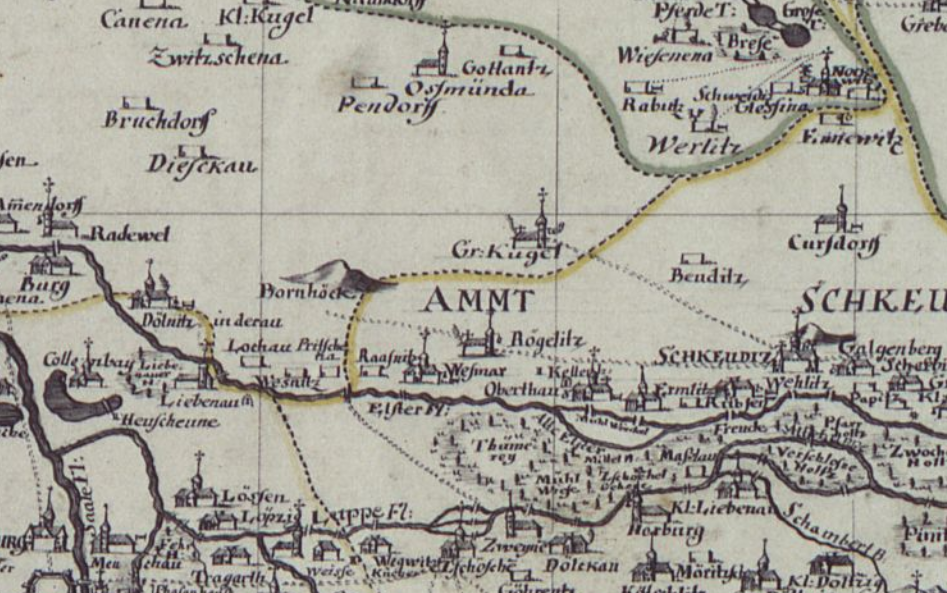
Darstellung des Bornhöck auf der Karte vom Leipziger Kreis in Sachsen von Adam Friedrich Zürner (vor 1742)

Erstmals wird der Bornhöck 1353 in einer Urkunde des Benediktinerklosters St. Petri als dessen Eigentum erwähnt („der grosse Bordenhoick“). Durch seine außergewöhnliche Größe wurde er im Gegensatz zu vielen kleineren Grabhügeln seit dem 15. Jahrhundert immer wieder auf Landkarten (sogar auf kleinmaßstäblichen) abgebildet. 1732 wird erstmals ein kleiner Wall um das Plateau auf dem Hügel erwähnt. Dieser resultierte wohl aus der Nutzung als militärischer Aussichtspunkt. In welche Zeit diese Nutzung zu datieren ist, ist bislang unklar. Bis ins 18. Jahrhundert wurde der Bornhöck zudem als Gerichtsstätte genutzt. Diese war durch einen Baum und einen daneben liegenden Felsblock markiert. Im Österreichischen Erbfolgekrieg diente er 1745 dem in preußischen Diensten stehenden Feldherrn Leopold I. von Anhalt-Dessau als Aussichtspunkt. Seit dem 18. Jahrhundert markierte der Hügel die Grenze zwischen dem Kurfürstentum Sachsen und dem Königreich Preußen.

## Funde

### Altfunde
Julius Zacher barg 1853 vier slawische Scherben sowie vier Scherben aus mittelalterlicher oder frühneuzeitlicher Grauware. Nach P. Bergers Bericht wurden bei der Abtragung des Hügels menschliche Skelette sowie Keramikgefäße gefunden, die teilweise Knochen (Leichenbrand?) und „grünes kupfriges Zeug“ enthielten. Diese Funde wurden nicht aufgehoben. Einige besser erhaltene Gegenstände, wohl Messer oder Schwerter, wurden dem Dienstherren übergeben. Sie sind heute verschollen.

### Die Grabungen 2014–2017
Bislang fand man über 2000 Keramikscherben und knapp 6000 Tierknochen. Bei den meisten Scherben handelt es sich um Grobkeramik, die sich in wenigen Fällen typologisch einordnen lässt. Man datiert sie in die Bronzezeit-Stufe A2 (2000–1600 v. Chr.) nach der Chronologie von Paul Reinecke. Die Funde sind wenig älter oder annähernd zeitgleich mit dem Bornhöck.
Unter den Knochenfunden befanden sich auch Werkzeuge. Hierbei sticht ein gezähntes Universalwerkzeug hervor, das aus dem Schulterblatt eines Rindes entstand. Zu den weiteren Funden zählen einige Klopf- und Reibsteine, eine Pfeilspitze aus Feuerstein, eine Pilzkopfnadel aus Bronze sowie ein Brotlaibidol aus Keramik.
Aus der Zeit der Abtragung des Hügels fand man einen Holzspan und eine komplette Steinzeug-Flasche.

## Datierung
Die ähnliche Bauweise der Grabkammer des Bornhöck und der Fürstengräbern von Leubingen und Helmsdorf legt nahe, dass die Entstehungszeit der drei Grabhügel nicht weit auseinander liegt. Eine Altersbestimmung mittels Dendrochronologie wie im Fall von Leubingen (1942 ± 10 v. Chr.) und Helmsdorf (1840 ± 10 v. Chr.) war beim Bornhöck aufgrund der nur in Resten erhaltenen Holzeinbauten nicht möglich. Die Entstehungszeit des Hügels datierte man mit Holzresten, Holzkohle und Knochen mittels Radiokarbonmethode auf 1850 bis 1700 v. Chr., die Keramik scheint zum Teil etwas jünger zu sein.

## Der Besitzer des Grabhügels

### Mögliche Beigaben

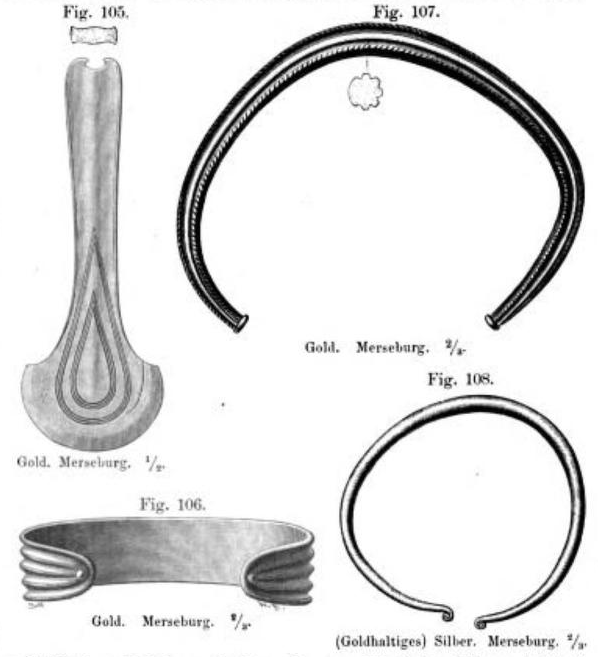
Vier der fünf erhaltenen Gegenstände aus dem Goldhort von Dieskau (der Armreif unten links ist doppelt vorhanden)

Neben den zerstörten oder verschollenen bronzenen Altfunden sind abgesehen von der bronzenen Pilzkopfnadel keine Gegenstände bekannt, die als Grabbeigaben gelten. Meller und Schunke halten es für möglich, dass der Goldhort von Dieskau einst aus dem Bornhöck stammte und bei Abtragungsarbeiten entwendet wurde. Dieser Hort bestand ursprünglich möglicherweise aus 13 Goldobjekten, wovon fünf erhalten sind. Er wurde Ende des 19. Jahrhunderts durch das Museum für Vor- und Frühgeschichte in Berlin im Kunsthandel erworben und befindet sich seit 1945 als Beutekunst im Puschkin-Museum in Moskau.

### Der „Herr der Himmelsscheibe“?

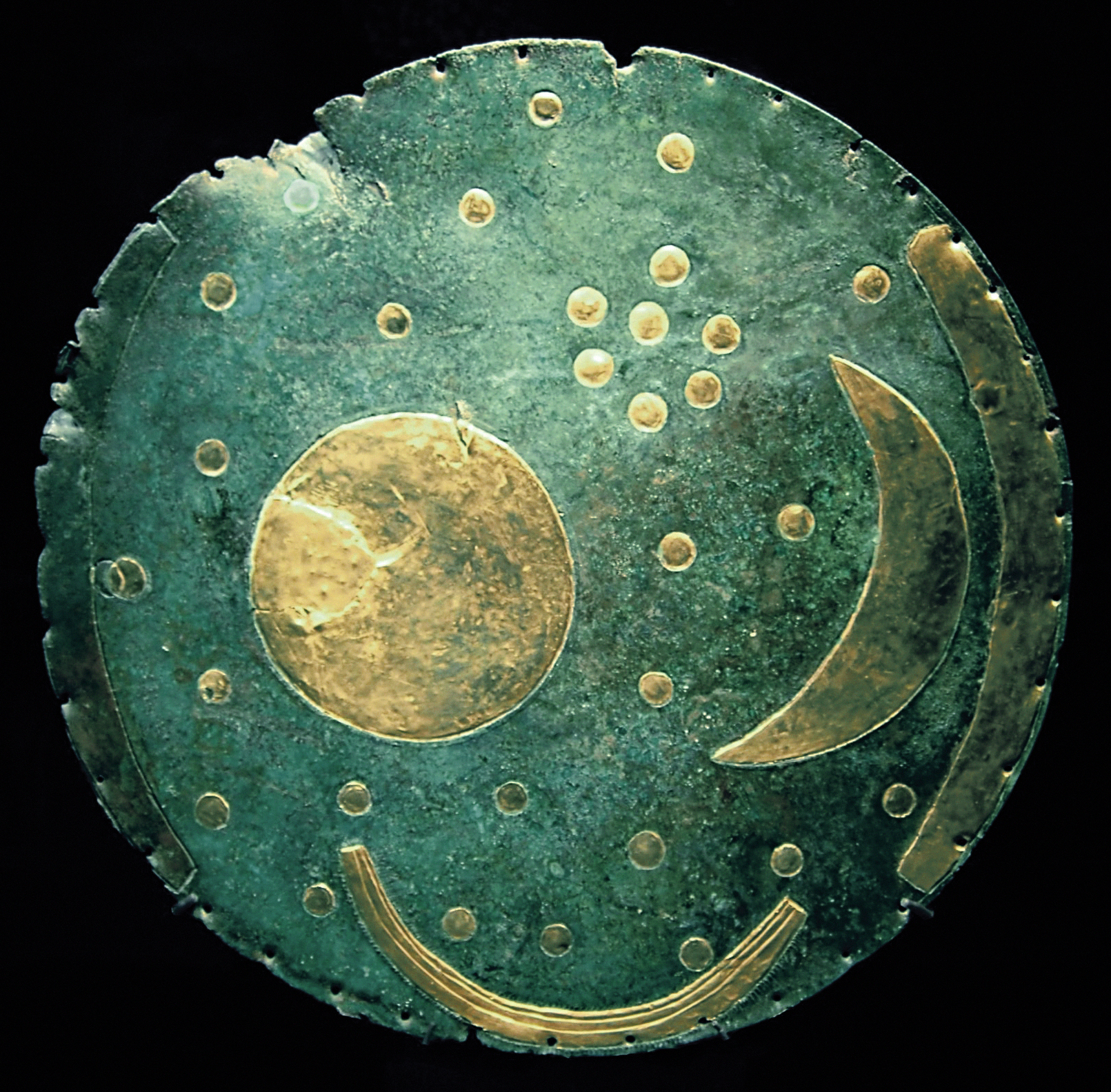
Der im Bornhöck bestattete Fürst war möglicherweise der Auftraggeber oder Hersteller der Himmelsscheibe von Nebra

Die Himmelsscheibe von Nebra stellt in mehrfacher Hinsicht ein Objekt dar, das nur mit einem Fürsten in Verbindung gebracht werden kann. Zum einen bildet sie exklusives astronomisches Wissen ab, das ihrem Besitzer half, über Kalenderbestimmungen seine soziale Stellung zu festigen. Weiterhin war die Kombination von Bronze und Gold nur den oberen Schichten der Aunjetitzer Kultur vorbehalten. Auch die Herkunft der Materialien (Kupfer aus den Alpen, Zinn und Gold aus Cornwall) sprechen für einen sehr einflussreichen Auftraggeber bzw. Hersteller mit weitreichenden Handelsbeziehungen. Im Gegensatz zu ihrer Deponierung um 1600 v. Chr. lässt sich der Zeitpunkt ihrer Herstellung bislang nur recht unsicher fassen. Nach Harald Meller dürfte sie etwa 100–200 Jahre in Gebrauch gewesen sein. Somit fällt ihre Entstehung etwa in die gleiche Zeit wie die Errichtung des Bornhöck. Es scheint daher plausibel, den im Bornhöck bestatteten Fürsten als möglichen Auftraggeber oder sogar Hersteller der Himmelsscheibe in Betracht zu ziehen.

## Vergleich der mitteldeutschen Fürstengräber
|                 | Leubingen                                                  | Helmsdorf                                                  | Bornhöck                                                                           |
| --------------- | ---------------------------------------------------------- | ---------------------------------------------------------- | ---------------------------------------------------------------------------------- |
| Entstehungszeit | 1942±10 v. Chr.                                            | 1840±10 v. Chr.                                            | 1850–1700 v. Chr.                                                                  |
| Hügel           |                                                            |                                                            |                                                                                    |
| Höhe            | 8,5 m                                                      | 6,82 m                                                     | 13 (15?) m                                                                         |
| Durchmesser     | >48 m                                                      | 33–34,5 m                                                  | 65 m                                                                               |
| Volumen         | >7270 m³                                                   | 2031,7 m³                                                  | ~20050 m³                                                                          |
| Steinkern       |                                                            |                                                            |                                                                                    |
| Höhe            | >2 m                                                       | 3,45 m                                                     | >4 m                                                                               |
| Durchmesser     | 20 m                                                       | 13,5 m                                                     | 18,5 m                                                                             |
| Totenhütte      |                                                            |                                                            |                                                                                    |
| Höhe            | 1,25 m                                                     | 1,5 m                                                      | 2,7 m                                                                              |
| Länge           | 2,7 m                                                      | 3,5 m                                                      | 5,3 m                                                                              |
| Breite          | 1,25 m                                                     | 2,7 m                                                      | 2,7 m                                                                              |
| Beigaben        |                                                            |                                                            |                                                                                    |
| Keramik         | 1 Gefäß Scherben weiterer Gefäße                           | 1 Gefäß                                                    | ?                                                                                  |
| Steingeräte     | 1 Serpentin-Axt 1 Amboss- oder Probierstein                | 1 Diorit-Axt                                               | ?                                                                                  |
| Bronze          | 2 Randleistenbeile 3 Meißel 3 Dolchklingen 1 Stabdolch     | 1 Flachbeil 2 Dolche Perlen (Reste)                        | 1 Nadel weitere Gegenstände                                                        |
| Gold            | 1 massiver Armring 2 Noppenringe 1 Spiralröllchen 2 Nadeln | 1 massiver Armring 2 Noppenringe 1 Spiralröllchen 2 Nadeln | 1 Beil 2 Armbänder 1 massiver Armring 1 Ösenhalsring „Draht“ 7 weitere Gegenstände |

kursiv: nicht erhalten/verschollen

## Der Bornhöck in Sagen und Legenden
Der Bornhöck spielt eine Rolle in einer Geschichte, die über Christian Andreas Käsebier, einen bekannten Räuber des 18. Jahrhunderts, erzählt wurde. Sein Vater war ein Schneider aus Halle. Dieser schämte sich für seinen Sohn und dessen Taten und wollte nichts mit ihm zu tun haben. Käsebier wollte aber seinen Vater mit Geld unterstützen und da er es nicht wagte, direkt nach Halle zu kommen, bestellte er seinen Vater unter dem Vorwand, etwas sehr wichtiges besprechen zu wollen, in das kleine Hölzchen beim Bornhöck. Als die beiden sich schließlich trafen, lehnte der Vater es entrüstet ab, gestohlenes Geld anzunehmen und drohte, Feldarbeiter durch Lärm auf sich aufmerksam zu machen. So gingen die beiden wieder auseinander.

## Filme
- Bornhöck – Auf der Suche nach dem Herrn der Himmelsscheibe. Landesmuseum für Vorgeschichte Halle. In: YouTube. 12. Mai 2022, abgerufen am 28. Juli 2022.
- Das Brotlaibidol vom Bornhöck | Museum exklusiv | Einblicke in die Studiensammlung. Landesmuseum für Vorgeschichte Halle. In: YouTube. 27. April 2023, abgerufen am 27. April 2023.
- Mehl für die Massen – Aunjetitzer Großsteingeräte | Himmelsscheibe plus. Landesmuseum für Vorgeschichte Halle. In: YouTube. 6. Juni 2024, abgerufen am 6. Juni 2024.
- Der Bornhöck – eine frühbronzezeitliche Fürstengrabkammer im Labor | Himmelsscheibe plus. Landesmuseum für Vorgeschichte Halle. In: YouTube. 20. Juni 2024, abgerufen am 20. Juni 2024.